# Vjekoslav Spinčić
Vjekoslav Spinčić (23. října 1848 Spinčići – 27. května 1933 Sušak) byl rakouský politik chorvatské národnosti z Istrie, na přelomu 19. a 20. století poslanec Říšské rady.

## Biografie
Studoval bohosloví v Gorici a Terstu. V roce 1872 byl vysvěcen na kněze. Později studoval zeměpis a historii v Praze a Vídni. V letech 1876–1882 byl pedagogem na učitelském ústavu v Koperu, v letech 1882–1888 školským inspektorem pro okresy Kopar a Volosko, v letech 1888–1892 pedagogem v Gorici. Napsal několik historických studií na téma chorvatských a istrijských církevních a literárních dějin.
Veřejně a politicky se angažoval. Byl dlouholetým předsedou Družstva svatého Cyrila a Metoděje a podílel se na otevírání chorvatských škol. Společně s Matko Mandićem a Matko Laginjou vedl chorvatské národní hnutí v Istrii v programových intencích Strany práva. Podporoval spojení Istrie s Chorvatskem a rovnoprávnost istrijských Chorvatů a Slovinců s Italy. V letech 1882–1915 zasedal jako poslanec Istrijského zemského sněmu. V roce 1908 odmítl projekt národnostního vyrovnání v Istrii, které dojednaly místní chorvatsko-slovinská národní strana a italská liberální strana. Měl přátelské vztahy k Čechům a podporoval spolupráci Chorvatů a Slovinců.
Byl i poslancem Říšské rady (celostátního parlamentu Předlitavska), kam usedl ve volbách roku 1891 za kurii venkovských obcí v Istrii, obvod Pazin, Volosca atd. Mandát obhájil i ve volbách roku 1897 a volbách roku 1901. Do parlamentu se dostal i ve volbách roku 1907, konaných poprvé podle všeobecného a rovného volebního práva. Uspěl za obvod Istrie 06. Mandát obhájil ve volbách roku 1911. Ve volebním období 1891–1897 se uvádí jako Alois Spinčić, profesor, bytem Gorizia.
Po volbách roku 1891 se uvádí jako člen Hohenwartova klubu. Od roku 1893 zasedal v Klubu nezávislých chorvatských a slovinských poslanců. Ve volbách roku 1897 je řazen mezi chorvatské kandidáty Strany práva. Po volbách potom na Říšské radě přistoupil k poslaneckému klubu Slovanský křesťansko národní svaz. Do voleb roku 1901 šel coby chorvatský národní kandidát. Po volbách byl členem poslaneckého Jihoslovanského klubu (též nazýváno Chorvatsko-slovinský nebo Slovinsko-chorvatský klub). Po volbách v roce 1907 usedl v parlamentu do poslanecké frakce Svaz Jihoslovanů, po volbách roku 1911 zasedal v Chorvatsko-slovinském klubu.
Za první světové války podporoval sjednocení jihoslovanských zemí a podepsal Májovou deklaraci. 3. prosince 1917 se na Říšské radě vyslovil pro sebeurčení jižních Slovanů. V září 1918 odmítl jménem Chorvatů nabídku národní autonomie v rámci reformovaného habsburského státu. Po vzniku samostatného jihoslovanského státu byl v letech 1919–1920 poslancem provizorního parlamentu (Skupštiny) Království SHS v Bělehradě. Pak se dočasně stáhl z politiky poté, co byla Istrie definitivně přičleněna k Itálii. Dočasně se do ní vrátil za tzv. diktatury z 6. ledna, kdy král od roku 1929 pozastavil platnost ústavního systému vlády. V roce 1931 Spinčić zasedl jako poslanec do Skupštiny. Jako nejstarší poslanec zahajoval jednání skupštiny.
Zemřel v květnu 1933.